# Nani
Luís Carlos Almeida da Cunha, ismertebb nevén Nani (Amadora, Portugália, 1986. november 17. –) portugál labdarúgó.

## Pályafutása

### Kezdeti évek
Nani gyerekkorában a Portónak szurkolt, és Ricardo Vaz Téhez hasonlóan a Real de Massamában kezdett futballozni. 2003-ban a Sporting Lisszabon ifiakadémiájára került. A 2005–06-os szezonban került fel az első csapathoz, ahol 29 bajnoki meccsen lépett pályára és négy gólt szerzett. A következő idényben ugyanúgy 29-szer kapott lehetőséget a bajnokságban, ezúttal öt gólt lőtt.

### Manchester United
2007. június 6-án Nani a Manchester Unitedhez igazolt. Vételárát nem hozták nyilvánosságra a csapatok, de egyes források szerint egy 14 és 17 millió font közötti összeget fizettek érte a manchesteriek. Ő is részt vett a Vörös Ördögök ázsiai túráján a 2007–08-as szezon előtt, és két gólt szerzett.
Augusztus 5-én kapott először lehetőséget tétmeccsen, a Chelsea elleni Community Shiled-meccsen csereként váltotta Mikaël Silvestrét. A United végül büntetőkkel, 3–0 arányban legyőzte a Kékeket. Hét nappal később debütált a Premier League-ben, egy Reading elleni meccsen. Augusztus 26-án egy távoli bombával győztes gólt szerzett a Tottenham Hotspur ellen. Később, a Sunderland és az Everton ellen gólpasszt adott Sahának és Vidićnek.
Ezután a Middlesbrough ellen is lőtt egy nagy gólt, csapata végül 4–1-re nyert. Egy BL-meccs keretében lehetősége nyílt visszatérni a Sporting CP stadionjába. A Manchester United győztes gólját végül egy másik Sporting-játékos, Cristiano Ronaldo szerezte.
2008. február 16-án Nani kirobbanó formában játszott az Arsenal elleni FA Kupa-meccsen, gólt szerzett és két gólpasszt adott, csapata pedig 4–0-ra nyert. A találkozó során kis híján összeverekedett William Gallasszal, mert a francia játékos úgy érezte, hogy megpróbálja megalázni az Ágyúsokat a cseleivel. Március 23-án, a Liverpool elleni rangadón is nagyban hozzájárult csapata 3–0-s győzelméhez, hiszen gólt lőtt és előkészített egy másik találatot.
Május 3-án megkapta első piros lapját manchesteri karrierje során, amikor egy West Ham United elleni meccsen összetűzésbe keveredett Lucas Neill-lel. A 2008-as BL-döntőben csereként állt be Wayne Rooney helyére, a büntetőpárbajban ő érvényesítette az ötödik tizenegyest. A 2008–09-es idényben a Middlesbrough és a Derby County ellen is fontos gólt szerzett a Ligakupában.
A 2009–2010-es szezonban hatalmas teher került a nyakába. A csapatból távozott Cristiano Ronaldo, ezért sokan szerették volna, ha Nani tölti be az utána keletkezett űrt. Nani minden tőle telhetőt megtett rögtön az első mérkőzésen: egy hatalmas gólt lőtt Petr Cech kapujába a Chelsea elleni Angol Szuperkupa döntőben. Az idény során 34 mérkőzésen 7 gólig és 10 gólpasszig jutott, valamint a csapattal megnyerte az Angol Ligakupát.
A 2010–11-es szezonban oroszlánrészt vállalt csapata rekordot jelentő 19. bajnoki címében. Élete legjobb szezonját futotta a Vörös Ördögök mezében, a szezon folyamán 49 mérkőzésen 10 gólig jutott, valamint 18 gólpasszt adott. Ez köszönhető volt annak, hogy Antonio Valencia súlyos bokasérülést szenvedett, ezért több mint fél szezonon át a középpálya jobb oldalán játszhatott. Valencia visszatérésével Sir Alex Ferguson ismét visszatette Nanit a bal szélre, ahol gyengébben teljesített, ezért a szezon vége felé a fontosabb meccseken már Pak Csiszongot játszatta a mester. A teljesítménye miatt megválasztották klubja legjobb játékosának, valamint jelölték a PFA Player's Player of the Year díjra is.

## Válogatott
A 2006-os U21-es Eb-n Nani volt a portugál U21-es válogatott legfiatalabb tagja. 2006. szeptember 1-jén a felnőtt válogatottban is bemutatkozhatott Dánia ellen. A 2008-as Eb selejtezői során állandó tagja volt a portugál csapatnak, Belgium ellen gólt is szerzett.
A 2007–08-as szezonban nyújtott jó teljesítményének köszönhetően Luiz Felipe Scolari őt is nevezte a 2008-as Eb-re. Nem volt állandó kezdő, de Németország ellen sikerült gólpasszt adnia Hélder Postigának.
A 2010-es vb kezdete előtt pár nappal a válogatott edzésén olyan súlyos sérülést szenvedett, hogy kihagyni kényszerült az egész tornát.
A 2014-es labdarúgó-világbajnokságon szerepelt a Németország elleni meccsen és betalált az Egyesült Államok elleni mérkőzésen is.
A 2016-os labdarúgó Európa-bajnokság során a csoportkörben Magyarországnak, míg az egyenes kieséses szakaszban Horvátországnak és Walesnek gólt lőtt. Ezenkívül a Franciaország elleni döntőben megkapta a csapatkapitányi karszalagot, miután Cristiano Ronaldo a 25. percben lesérült.
A 2017-es konföderációs kupán az utolsó gólt lőtte Új-Zéland válogatottjának, de így is Portugália 3. lett a csoportban.

## Sikerei, díjai

### Sporting CP
- Portugál kupa-győztes: 2006–2007, 2014–2015, 2018–2019
- Portugál ligakupa-győztes: 2018–2019

### Manchester United
- Angol bajnok: 2007–2008, 2008–2009, 2010–2011, 2012–2013
- Ligakupa-győztes: 2009, 2010
- FA Community Shield-győztes: 2007, 2008, 2010
- Bajnokok Ligája-győztes: 2008
- FIFA-klubvilágbajnok: 2008

### Portugália
- Európa-bajnok: 2016

### Egyéni
- Portugál Érdemrend Parancsnoka: 2016
- SJPF A hónap fiatal játékosa: 2007 májusa
- PFA Az év csapata: 2010–2011
- Manchester United A játékosok év játékosa: 2010–2011
- SJPF A hónap játékosa: 2014. október/november
- Sporting CP Az év játékosa: 2015
- MLS All Star: 2019, 2021

## Statisztikái

### Klubcsapatokban
2021. november 23-án lett frissítve:
| Klub                     | Szezon         | League          | League | Nemzeti kupa    | Nemzeti kupa | Ligakupa        | Ligakupa | Nemzetközi      | Nemzetközi | Egyéb           | Egyéb | Összesen        | Összesen |
| Klub                     | Szezon         | Pályára lépések | Gólok  | Pályára lépések | Gólok        | Pályára lépések | Gólok    | Pályára lépések | Gólok      | Pályára lépések | Gólok | Pályára lépések | Gólok    |
| ------------------------ | -------------- | --------------- | ------ | --------------- | ------------ | --------------- | -------- | --------------- | ---------- | --------------- | ----- | --------------- | -------- |
| Sporting CP              | 2005–06        | 29              | 4      | 5               | 1            | —               | —        | 2               | 0          | —               | —     | 36              | 5        |
| Sporting CP              | 2006–07        | 29              | 5      | 5               | 0            | —               | —        | 6               | 1          | —               | —     | 40              | 6        |
| Sporting CP              | Összesen       | 58              | 9      | 10              | 1            | —               | —        | 8               | 1          | —               | —     | 76              | 11       |
| Manchester United        | 2007–08        | 26              | 3      | 2               | 1            | 1               | 0        | 11              | 0          | 1               | 0     | 41              | 4        |
| Manchester United        | 2008–09        | 13              | 1      | 2               | 2            | 6               | 3        | 7               | 0          | 3               | 0     | 31              | 6        |
| Manchester United        | 2009–10        | 23              | 3      | 0               | 0            | 2               | 0        | 8               | 2          | 1               | 1     | 34              | 6        |
| Manchester United        | 2010–11        | 33              | 9      | 3               | 0            | 0               | 0        | 12              | 1          | 1               | 0     | 49              | 10       |
| Manchester United        | 2011–12        | 29              | 8      | 1               | 0            | 0               | 0        | 9               | 0          | 1               | 2     | 40              | 10       |
| Manchester United        | 2012–13        | 11              | 1      | 5               | 1            | 1               | 1        | 4               | 0          | —               | —     | 21              | 3        |
| Manchester United        | 2013–14        | 11              | 0      | 0               | 0            | 1               | 0        | 1               | 1          | 0               | 0     | 13              | 1        |
| Manchester United        | 2014–15        | 1               | 0      | 0               | 0            | 0               | 0        | —               | —          | —               | —     | 1               | 0        |
| Manchester United        | Összesen       | 147             | 25     | 13              | 4            | 11              | 4        | 52              | 4          | 7               | 3     | 230             | 40       |
| Sporting CP (kölcsönben) | 2014–15        | 27              | 7      | 3               | 1            | 0               | 0        | 7               | 4          | —               | —     | 37              | 12       |
| Fenerbahçe               | 2015–16        | 28              | 8      | 6               | 3            | —               | —        | 13              | 1          | —               | —     | 47              | 12       |
| Valencia                 | 2016–17        | 25              | 5      | 1               | 0            | —               | —        | —               | —          | —               | —     | 26              | 5        |
| Lazio (kölcsönben)       | 2017–18        | 18              | 3      | 1               | 0            | —               | —        | 6               | 0          | —               | —     | 25              | 3        |
| Sporting CP              | 2018–19        | 18              | 7      | 3               | 1            | 2               | 0        | 5               | 1          | —               | —     | 28              | 9        |
| Orlando City             | 2019           | 30              | 12     | 3               | 0            | —               | —        | —               | —          | —               | —     | 33              | 12       |
| Orlando City             | 2020           | 19              | 6      | —               | —            | 2               | 1        | —               | —          | 4               | 2     | 25              | 9        |
| Orlando City             | 2021           | 28              | 10     | —               | —            | 1               | 0        | 1               | 0          | —               | —     | 30              | 10       |
| Orlando City             | Összesen       | 77              | 28     | 3               | 0            | 3               | 1        | 1               | 0          | 4               | 2     | 88              | 31       |
| Venezia                  | 2021–22        | 0               | 0      | 0               | 0            | 0               | 0        | 0               | 0          | 0               | 0     | 0               | 0        |
| Teljes karrier           | Teljes karrier | 398             | 92     | 40              | 10           | 16              | 5        | 92              | 11         | 11              | 5     | 557             | 123      |

1. ↑  Magába foglalja a FA Community Shielden, az UEFA-szuperkupán és FIFA-klubvilágbajnokságon való pályára lépeseket is.

### A válogatottban
2017. július 2-án lett frissítve:
| Nemzet     | Év       | Pályára lépések | Gólok |
| ---------- | -------- | --------------- | ----- |
| Portugália | 2006     | 4               | 1     |
| Portugália | 2007     | 7               | 1     |
| Portugália | 2008     | 11              | 3     |
| Portugália | 2009     | 11              | 1     |
| Portugália | 2010     | 7               | 3     |
| Portugália | 2011     | 10              | 3     |
| Portugália | 2012     | 14              | 1     |
| Portugália | 2013     | 8               | 1     |
| Portugália | 2014     | 11              | 1     |
| Portugália | 2015     | 9               | 2     |
| Portugália | 2016     | 14              | 6     |
| Portugália | 2017     | 6               | 1     |
| Összesen   | Összesen | 112             | 24    |

## Külső hivatkozások
- Nani pályafutásának statisztikái a Soccerbase oldalon (angolul)

- Nani (angol nyelven). valenciacf.com. [2017. június 30-i dátummal az eredetiből archiválva]. (Hozzáférés: 2017. június 24.)
- Nani (angol nyelven). national-football-teams.com
- Nani (portugál nyelven). fpf.pt
- Nani (angol nyelven). worldfootball.net
- Nani (német nyelven). fussballdaten.de
- Nani (angol nyelven). uefa.com